# Edith Ogden Heidel
Edith Hope Ogden Heidel (Saint Paul, 8 de febrero de 1870-7 de diciembre de 1956) fue una escultora estadounidense. 

## Biografía
Nacida en Saint Paul, Minnesota, Heidel estudió escultura con Augustus Saint-Gaudens en la Liga de estudiantes de arte de Nueva York. En algún momento durante la década de 1890 se mudó a Washington D. C., donde estuvo activa durante varias décadas. Alrededor de 1901 enseñaba Escultura en Corcoran Escuela de Arte y Diseño, entre sus alumnos estaba Rudolph Evans. Desde 1898 hasta 1924 participó en las exposiciones de la Sociedad de Artistas de Washington; ella también estuvo activa mostrando su trabajo en la Liga Nacional de Mujeres Pen Americanas del Distrito de Columbia (NLAPW) y el Club de Artes de Washington. Muy involucrada en el movimiento por la igualdad de derechos, Heidel produjo una serie de esculturas para la causa. Una de ellos, La puerta cerrada, apareció en la portada del órgano del Partido Nacional de la Mujer, en la revista Equal Rights. Otra, una pieza de yeso titulada La mujer pensante fue inspirada en The Thinker de Auguste Rodin y fue donada al Partido en 1922 para colocarse en el edificio de su sede en Capitol Hill. Heidel está enterrada en el cementerio de Oakland en Saint Paul.